# Uropeltis ceylanicus
Uropeltis ceylanicus är en ormart som beskrevs av Georges Cuvier 1829. Uropeltis ceylanicus ingår i släktet Uropeltis och familjen sköldsvansormar. Inga underarter finns listade i Catalogue of Life.
Arten förekommer med flera från varandra skilda populationer i bergstrakten Västra Ghats och i andra regioner i södra Indien. Den vistas i områden som ligger 700 till 1200 meter över havet. Uropeltis ceylanicus lever i städsegröna skogar.
Denna orm gräver i lövskiktet och i det översta jordlagret. Den äter främst daggmaskar och andra maskar. Honor lägger inga ägg utom de föder i juli eller augusti levande ungar.
För beståndet är inga hot kända. IUCN listar arten som livskraftig (LC).